# Deaux
Deaux ist eine französische Gemeinde mit 644 Einwohnern (Stand 1. Januar 2022) im Département Gard in der Region Okzitanien. Sie gehört zum Gemeindeverband Alès Agglomération.

## Geografie
Deaux liegt im Tal des Gardon d’Alès, 55 Kilometer nordöstlich von Montpellier, 32 Kilometer nordwestlich von Nîmes und neun Kilometer südöstlich von Alès. Die Droude fließt durch das Gemeindegebiet.

## Geschichte
Vom Mittelalter bis 1749 gehörte Deaux zur Viguerie von Alès. Die Pfarrei von Deaux gehörte zur Diözese von St-Théodorit d’Uzès und zum Dekanat von Navacelles.

## Bevölkerungsentwicklung
| Jahr                       | 1962 | 1968 | 1975 | 1982 | 1990 | 1999 | 2008 | 2019 |
| Einwohner                  | 69   | 97   | 174  | 288  | 390  | 476  | 577  | 656  |
| Quellen: Cassini und INSEE |      |      |      |      |      |      |      |      |

## Sehenswürdigkeiten
In der Gegend um Vézénobres stehen viele sogenannte Capitelle (auch okzitanisch capitèla), auch bei Deaux stehen Capitelle. Es handelt sich dabei um kuppelförmige Hütten, die ohne Mörtel errichtet wurden. Sie wurden häufig von Weinbauern verwendet, dienten aber auch generell dazu, Bauern, ihrem Vieh und ihren Werkzeugen temporär Unterschlupf zu bieten. Eine Datierung der Capitelle ist schwierig. In Deaux existieren 32 Capitelle.
Die ehemalige Kirche von Deaux wurde im 17. Jahrhundert zerstört, Deaux ist heute eine der wenigen Gemeinden Frankreichs, die keine Kirche besitzen. Der Glockenturm steht allerdings noch und thront über dem Ortskern.

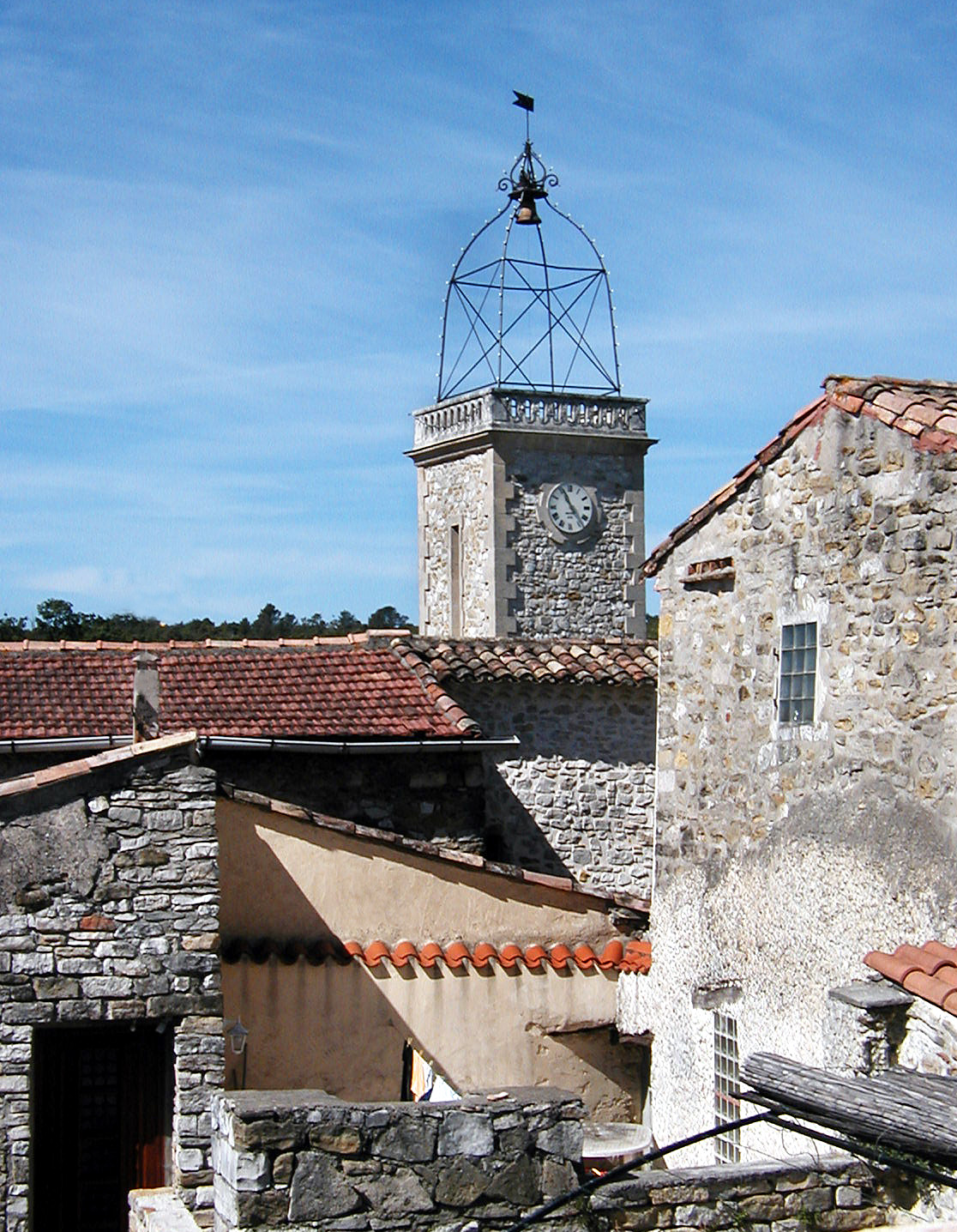
Uhrturm (Turm der ehemaligen Kirche)
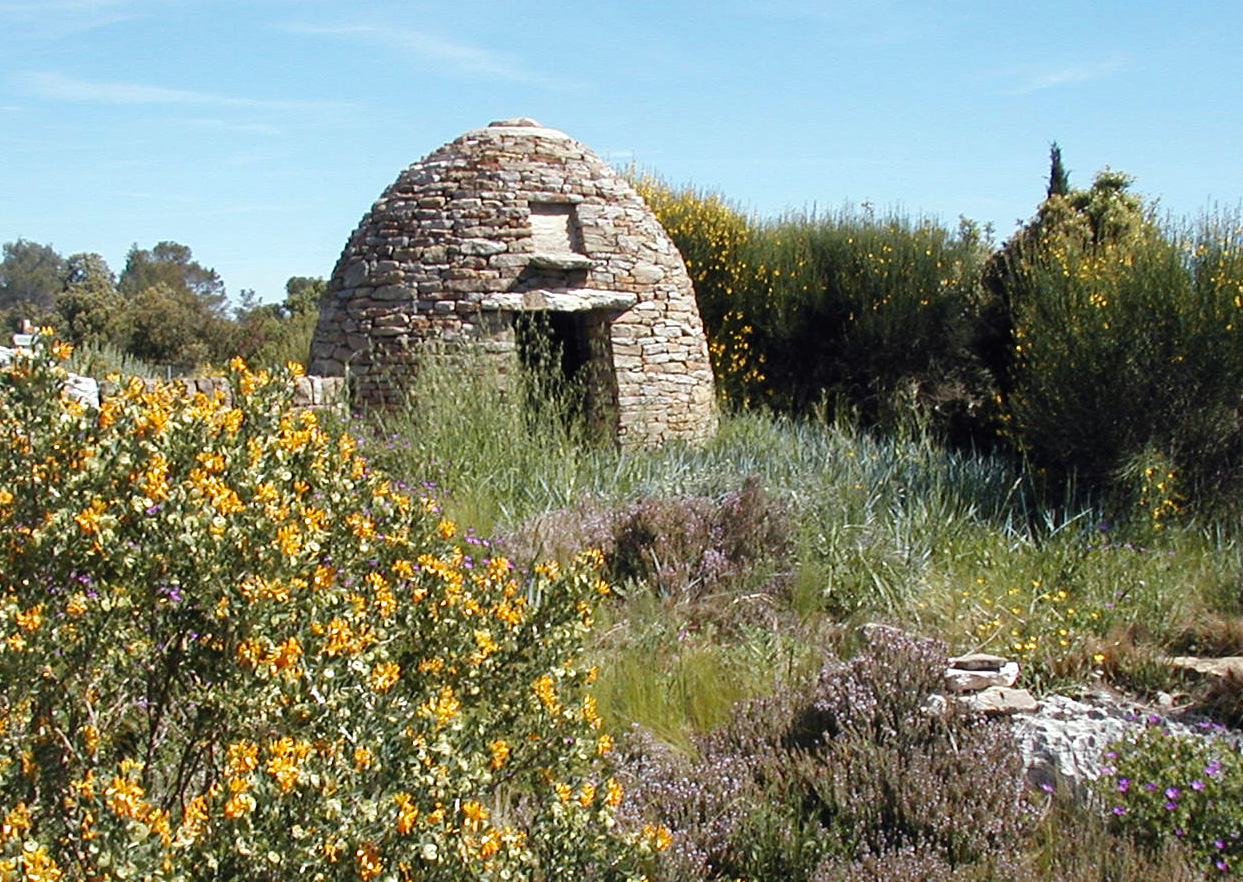
Eines der Capitelle

## Wirtschaft
Wichtige Erwerbszweige der Dauxois (Einwohner) sind Weinbau, Futtermittelherstellung und die Zucht von Hausschafen. Der Weinbau verliert allerdings seit den 1980er Jahren an Bedeutung.